# Coup Fabre

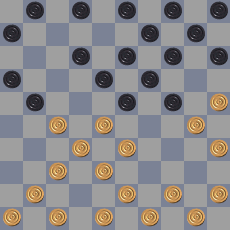
Diagram

De Coup Fabre is een standaardcombinatie die bij het dammen, en dan vooral in een zogenaamde klassieke partij, een rol speelt. De combinatie is genoemd naar oud wereldkampioen Marius Fabre die hem meerdere malen heeft uitgehaald.
Het diagram toont het basisidee van de Coup Fabre. Wit wint door 27-22 (18x27) 33-29 (24x31) 30-24 en wit slaat altijd 28x37 met schijfwinst.
Deze combinatie staat ook bekend als de maanslag. Deze naam zal de combinatie te danken hebben aan de eindslag 28x37, die de vorm van een halve maan heeft. In de huidige damliteratuur wordt de naam maanslag echter vrijwel niet meer gebruikt.